# Fairchild 71
Fairchild 71 là một loại máy bay chở khách/vận tải của Hoa Kỳ, do hãng Fairchild Aircraft và sau này thêm Fairchild Aircraft Ltd. (Canada) ở Canada chế tạo.

## Biến thể
Fairchild 71
Fairchild 71A
Fairchild 71C
Fairchild 71-CM
Fairchild Super 71
Fairchild 51/71

### Định danh quân sự của Hoa Kỳ
XC-8
C-8
C-8A
XF-1
YF-1
F-1A
J2Q-1

## Quốc gia sử dụng

### Quân sự
Canada
- Không quân Hoàng gia Canada

 Hoa Kỳ
- Quân đoàn Không quân Lục quân Hoa Kỳ
- Hải quân Hoa Kỳ

## Tính năng kỹ chiến thuật (Model 71C)

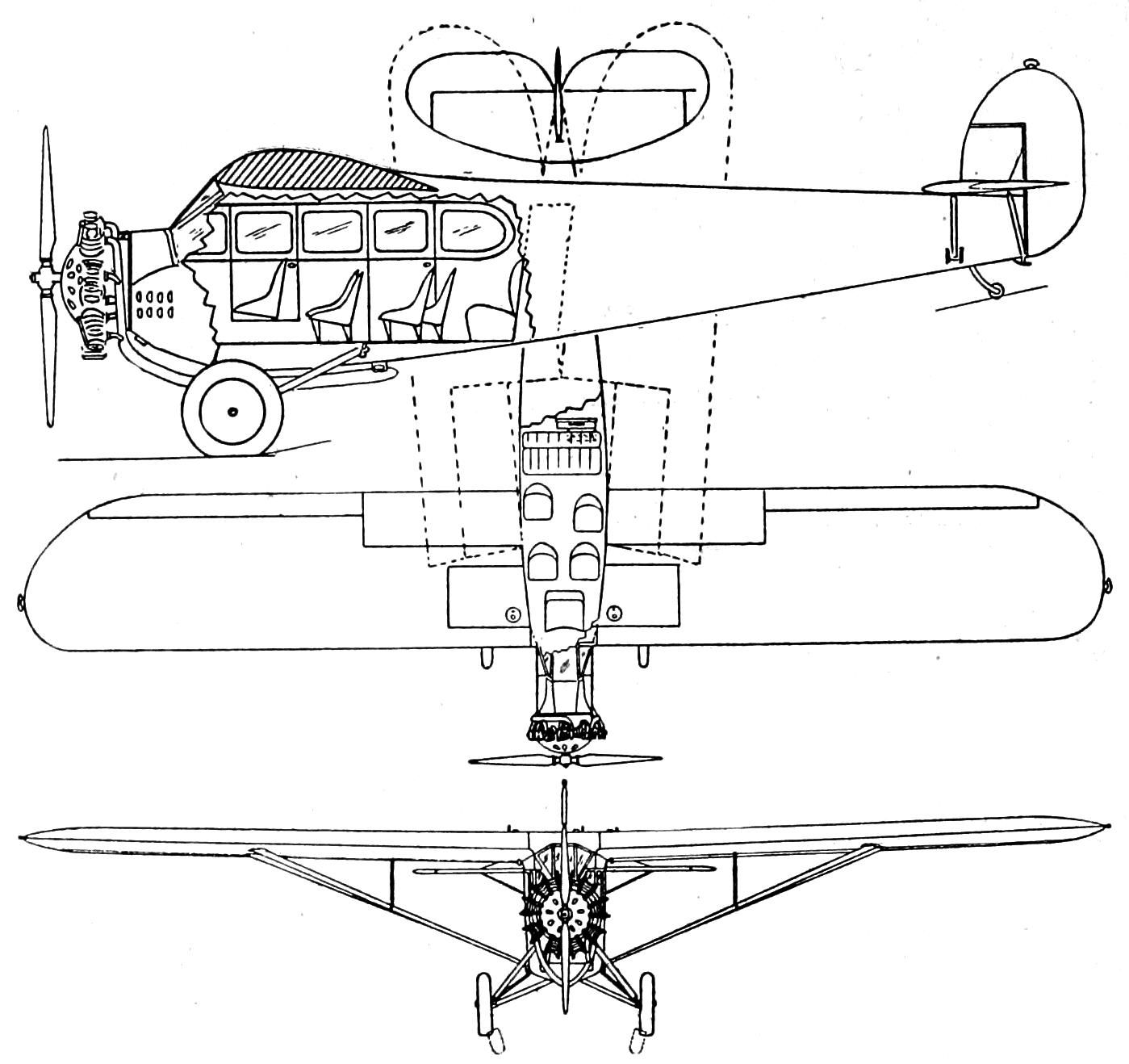
Fairchild 71

Dữ liệu lấy từ Canadian Aircraft Since 1909
Đặc điểm tổng quát
- Kíp lái: 1
- Sức chứa: 8
- Chiều dài: 35 ft 10.25 in (10.93 m)
- Sải cánh: 50 ft 0 in (15.39 m)
- Chiều cao: 9 ft 4 in (2.84 m)
- Diện tích cánh: 309.6 ft2 (28.76 m2)
- Trọng lượng rỗng: 3,168 lb (1,438 kg)
- Trọng lượng có tải: 6,000 lb (2,724 kg)
- Động cơ: 1 × Pratt & Whitney Wasp B/C, 420 hp ( kW) mỗi chiếc

Hiệu suất bay
- Vận tốc cực đại: 132 mph (212.4 km/h)
- Vận tốc hành trình: 106 mph (170.5 km/h)
- Tầm bay: 817 dặm (1,314 km)
- Trần bay: 11,000 ft (3,353 m)
- Vận tốc lên cao: 600 ft/min ( m/s)